# Minoïsche paleiscentra
De Minoïsche paleiscentra Knossos, Phaistos, Malia, Zakros, Zominthos en Kydonia werden in juli 2025 tijdens de 47e sessie van de Commissie voor het Werelderfgoed in Parijs erkend als UNESCO cultureel werelderfgoed en onder de titel Minoïsche paleiscentra aan de werelderfgoedlijst toegevoegd. Het erkend werelderfgoed omvat zes archeologische vindplaatsen op Kreta die dateren van 1900 tot 1100 v.Chr. Deze sites vertegenwoordigen de Minoïsche beschaving, een belangrijke prehistorische mediterrane cultuur. De vorstelijke centra dienden als administratieve, economische en religieuze centra, met geavanceerde architectuur, stedenbouw en levendige fresco's. Ze onthullen vroege schrijfsystemen, maritieme netwerken en culturele uitwisselingen. De meervoudige erfgoedsite benadrukt de complexiteit van de sociale structuur van de Minoërs en hun blijvende invloed op de mediterrane geschiedenis.
Akropolis van Athene · Oude stad Corfu · Historisch centrum met klooster van de Heilige Johannes "de Theoloog" en grot van de Apocalyps op het eiland Patmós · Tempel van Apollon Epikourios · Athos · Delos · Delphi · Heiligdom van Asklepios in Epidaurus · Vroeg-christelijke en byzantijnse monumenten in Thessaloniki · Kloosters van Dafni, Osios Loukas en Nea Moni · Meteora · Middeleeuwse stad Rhodos · Archeologisch Mycene en Tiryns · Archeologisch Mystras · Archeologisch Olympia · Pythagoreion en Heraion van Samos · Archeologische site van Aigai · Archeologische site van Philippi · Minoïsche paleiscentra: Knossos, Phaistos, Malia, Zakros, Zominthos, Kydonia